# The Karnival Kid
The Karnival Kid is een korte animatiefilm uit 1929 met in de hoofdrol Mickey Mouse. De tekenfilm is bekend omdat het de eerste tekenfilm is waar Mickey spreekt. In 2025 valt de film in het publiek domein in VS, maar in Europese unie heeft dit film nog auteursrechten tot 2059.

## Plot
Mickey Mouse is een hotdog-verkoper op een kermis.

## Mickey's stem
De eerste woorden die Mickey spreekt zijn Hot Dog, Hot Dog. De stem werd niet voorzien door Walt Disney in tegenstelling tot latere Mickey Mouse-tekenfilms, maar werd gedaan door Carl Stalling, de filmcomponist voor veel vroege Mickey Mouse en Silly Symphonies-tekenfilms.